# 문숙공
문숙공(文肅公/文淑公)은 시호의 하나이다.

## 문숙공(文肅公)

### 고려
- 윤관(尹瓘, ? ~ 1111년)
- 김주정(金周鼎, 1228년 ~ 1290년)
- 이보림(李寶林, ? ~ 1385년)

### 조선
- 박석명(朴錫命, 1370년 ~ 1406년)
- 이지강(李之剛, 1363년 ~ 1427년)
- 변계량(卞季良, 1369년 ~ 1430년)
- 류사눌(柳思訥, 1375년 ~ 1440년)
- 안숭선(安崇善, 1392년 ~ 1452년)
- 김제갑(金悌甲, 1525년 ~ 1592년)[1]
- 오억령(吳億齡, 1552년 ~ 1618년)[2]
- 정엽(鄭曄, 1563년 ~ 1625년)[3]
- 이일상(李一相, 1612년 ~ 1666년)[4]
- 신정(申晸, 1628년 ~ 1687년)[5]
- 한익모(韓翼謨, 1703년 ~ 1781년)[6]
- 이성원(李性源, 1725년 ~ 1790년)[7]
- 안정복(安鼎福, 1712년 ~ 1791년)[8]
- 채제공(蔡濟恭, 1720년 ~ 1799년)
- 박종경(朴宗慶, 1765년 ~ 1817년)[9]
- 심상규(沈象奎, 1766년 ~ 1838년)[10]
- 조병귀(趙秉龜, 1801년 ~ 1845년)
- 조득림(趙得林, 1800년 ~ ?)[11]

## 문숙공(文淑公)

### 고려
- 최유청(崔惟淸, 1093년 ~ 1174년)
- 안목(安牧, ? ~ 1360년)